# Ambulatorio medico chirurgico di Schio
L'ambulatorio medico chirurgico di Schio è un edificio storico, collocato lungo via Baratto a Schio; attualmente è utilizzato come sede del locale gruppo Alpini.

## Storia
Un comitato costituito da capi fabbrica e operai della Lanerossi, in occasione delle nozze d'oro di Alessandro Rossi, finanziò la costruzione di un ambulatorio medico chirurgico. L'edificio venne eretto su un lotto di terreno prativo donato all'ospedale civile dalla contessa Lucchese Folco (della vicina villa Folco) nel 1896 posto nelle adiacenze dello stesso, su progetto dell'ingegner Gaetano Rezzara.
Nell'ottobre 1897 i lavori erano quasi conclusi e la Congregazione di Carità che gestiva l'attività ospedaliera si attivò per rendere operativo il servizio. L'ambulatorio medico chirurgico, intitolato a Alessandro Rossi, venne inaugurato il 9 febbraio 1898, pochi giorni prima della morte del senatore Rossi.
L'ordinaria amministrazione dell'ambulatorio venne interrotta durante il primo conflitto mondiale: la Congregazione di Carità affittò i locali all'ospedale di guerra 073 della CRI che li adibì a gabinetto batteriologico. Terminato il conflitto, nel febbraio 1919 i locali vennero restituiti alla Congregazione.
Nel 1922 alla normale attività ambulatoriale venne affiancata quella di dispensario di igiene sociale con l'intento di contrastare la tubercolosi. Tale funzione proseguì fino a quando venne costruita una struttura specifica per detta attività: il nuovo dispensario d'igiene sociale venne inaugurato nel marzo 1931, ma entrò in funzione solamente nell'ottobre 1932. Durante la seconda guerra mondiale in conseguenza alle vicende belliche si registrò un notevole aumento di ricoveri presso la struttura ospedaliera, così l'ambulatorio medico chirurgico venne temporaneamente adibito a camera di degenza.
Nel 1950, oramai sospesa l'attività ambulatoriale, l'immobile venne sistemato per permettere l'accoglienza di una decina di persone anziane, data la cronica carenza di posti letto della casa di ricovero. Complice la costruzione del nuovo ospedale negli anni Cinquanta, l'ambulatorio rimase in seguito inutilizzato per un lungo periodo, andando incontro a deperimento e rischiando persino la demolizione, quando nel 1980 fu restaurato e convertito a sede della Associazione Nazionale Alpini di Schio.

## Descrizione
Il piccolo padiglione si presenta isolato, circondato su tutti i lati da un giardino rettangolare delimitato da una bassa cinta muraria in pietra a vista.
La costruzione consiste in un loggiato costituito da tre arcate sorrette da colonne binate corinzie; su ambo i lati le due minute ali dell'edificio sono movimentate da una finestra coronata da un timpano. La copertura dello stabile zincata, a forma di carena di nave - un palese richiamo a quella della basilica Palladiana di Vicenza - era ingentilita da una corona metallica, oggi rimossa in quanto gravemente danneggiata.